# Chencho Gyeltshen
Chencho Gyeltshen, né le 10 mai 1996 a Shapa Gewog au Bhoutan, est un footballeur international bhoutanais qui joue au poste d'ailier. 
Il est surnommé « le Ronaldo du Bhoutan » grâce à son style de jeu. Il est le meilleur buteur de l'histoire de la sélection bhoutanaise avec 13 buts inscrits.

## Biographie

### En club
Il inscrit 22 buts dans le championnat du Bhoutan lors de l'année 2017.

### En équipe nationale
Il joue son premier match en équipe du Bhoutan le 19 mars 2011, en amical contre le Népal. Lors de ce match, il inscrit son premier but, pour une victoire 2-1. Il inscrit son premier doublé avec le Bhoutan le 17 mars 2015, contre le Sri Lanka. Ce match gagné 2-1 rentre dans le cadre des éliminatoires du mondial 2018.

## Palmarès
- Champion du Bhoutan en 2011, 2012 et 2014[2]

## Statistiques

### Buts en sélection
| 1        | 19 mars 2011     | Pokhara Rangasala, Pokhara, Népal          | Népal       | 1–2 | 1–2 | Match amical                                      |
| 2        | 7 décembre 2011  | Jawaharlal Nehru Stadium, New Delhi, Inde  | Afghanistan | 1–4 | 1–8 | Championnat d'Asie du Sud de 2011                 |
| 3        | 4 septembre 2013 | Stade Dasarath Rangasala, Kathmandu, Népal | Maldives    | 2–1 | 2–8 | Championnat d'Asie du Sud de 2013                 |
| 4        | 17 mars 2015     | Stade Changlimithang, Thimphu, Bhoutan     | Sri Lanka   | 1–0 | 2–1 | Éliminatoires de la Coupe du monde 2018           |
| 5        | 17 mars 2015     | Stade Changlimithang, Thimphu, Bhoutan     | Sri Lanka   | 2–1 | 2–1 | Éliminatoires de la Coupe du monde 2018           |
| 6        | 8 octobre 2015   | Stade Changlimithang, Thimphu, Bhoutan     | Maldives    | 2–4 | 3–4 | Éliminatoires de la Coupe du monde 2018           |
| 7        | 29 mars 2016     | National Stadium, Malé, Maldives           | Maldives    | 1–0 | 2–4 | Éliminatoires de la Coupe du monde 2018           |
| 8        | 10 octobre 2016  | Stade Changlimithang, Thimphu, Bhoutan     | Bangladesh  | 2–0 | 3–1 | Éliminatoires de la Coupe d'Asie des nations 2019 |
| 9        | 10 octobre 2016  | Stade Changlimithang, Thimphu, Bhoutan     | Bangladesh  | 3–1 | 3–1 | Éliminatoires de la Coupe d'Asie des nations 2019 |
| 10       | 14 novembre 2017 | Stade Changlimithang, Thimphu, Bhoutan     | Oman        | 2–4 | 2–4 | Éliminatoires de la Coupe d'Asie des nations 2019 |
| Source : |                  |                                            |             |     |     |                                                   |